# Sylvanus Morley

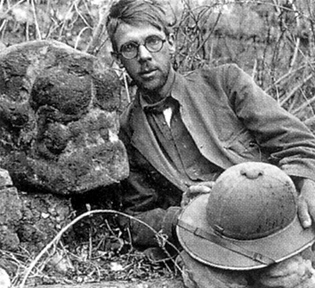
Sylvanus Morley in Copán (1912)

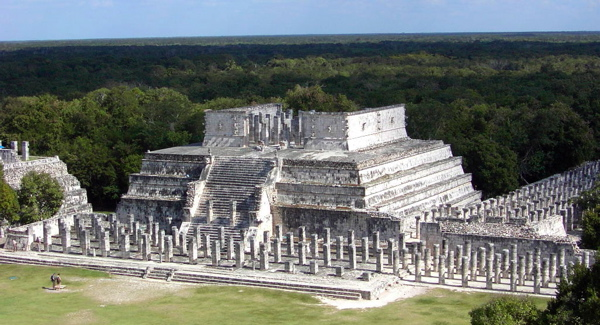
„Kriegertempel“ und „Gruppe der tausend Säulen“, Chichen Itza

Sylvanus Griswold Morley (* 7. Juni 1883 in Chester, Pennsylvania; † 2. September 1948, Santa Fe, New Mexico, USA) war ein US-amerikanischer Archäologe sowie ein Erforscher der Maya-Schrift.

## Leben und Wirken
Morleys Karriere begann mit einem Studium als Hoch- und Tiefbauingenieur an der Pennsylvania Military Academy. Nachdem sein Interesse für die Mayakultur durch die Fundstücke Edward Herbert Thompsons geweckt worden war, wechselte er an die Harvard-Universität und studierte dort Archäologie; seinen Abschluss machte er im Jahr 1908.
Morley trug in der ersten Hälfte des 20. Jahrhunderts wesentlich zur Erforschung der präkolumbischen Maya-Kultur bei. Zu seinen wichtigsten Arbeiten zählen seine extensiven Ausgrabungen in Chichén Itzá. Er veröffentlichte außerdem mehrere Forschungsarbeiten über die Hieroglyphen-Schrift der Maya und schrieb mehrere populärwissenschaftliche Bücher, um die Welt der Maya einem breiteren Publikum zugänglich zu machen. Obwohl auf Grund des heutigen Forschungsstands einige seiner Theorien verworfen werden mussten, zählte er zu seinen Lebzeiten zu den wichtigsten Archäologen mit einem Schwerpunkt auf Mesoamerika. Seine Arbeiten insbesondere über die Nutzung des Kalenders bei den Maya werden bis heute zitiert. Sein Engagement führte maßgeblich dazu, dass Projekte, die viele neue Erkenntnisse über die Maya lieferten, Interesse und finanzielle Unterstützung fanden.
Darüber hinaus war Morley als Agent des US-amerikanischen Office of Naval Intelligence (ONI) tätig, was jedoch erst nach seinem Tod bekannt wurde.

## Ehrungen
- Loubat Prize für The inscriptions of Peten (1943)
- Das Museum für Keramik in Tikal (Guatemala) trägt seinen Namen.

## Veröffentlichungen (Auswahl)
- An Introduction to the Study of the Maya Hieroglyphs, Neudruck. Dover Publications, New York City, USA 1975.
- The ancient Maya, 3. Auflage, Stanford (Californien): Stanford University Press, 1956
- Popol vuh : the sacred book of the ancient Quiché Maya, Norman : University of Oklahoma Press, 1950
- The inscriptions at Copan, Washington, D.C. : The Carnegie Institution of Washington, 1920